# Constel·lació Esportiva
A Constel·lació Esportiva vagy gyakran Constelació Esportiva andorrai labdarúgócsapat volt a fővárosból, Andorra la Vellából. Megalakulását követően az 1998–99-es andorrai labdarúgó-bajnokság élvonalában kezdte meg szereplését, ahol már a következő bajnoki évben domináns csapattá vált: veretlenül, 70–6-os gólkülönbséggel megnyerte az első osztályt, a nemzeti kupában pedig kapott gól nélkül menetelt, a döntőben 6–0-s arányban diadalmaskodott az FC Encamp felett.
A 2000–01-es idényt toronymagas esélyesként kezdte volna meg, azonban az Andorrai labdarúgó-szövetség felfüggesztette a klub indulási engedélyét arra hivatkozva, hogy jelentős pénzügyi tartozást halmozott fel a szervezettel szemben, néhány élvonalbeli klub szavazati jogát fel akarta vásárolni, illetve az UEFA-kupás szereplésért járó jutalmat sem osztotta meg. 2000. november 21-én végül kizárták a Constel·lació Esportivá-t az első osztályból, és hét évre eltiltották onnan.
A klub fellebbezett ugyan az ítélet ellen, azonban a kedvezőtlen kilátások miatt feloszlott.

## Sikerei
- Andorrai labdarúgó-bajnokság (Primera Divisió)

- Bajnok (1 alkalommal): 2000

- Andorrai kupa (Copa Constitució)

- Győztes (1 alkalommal): 2000

## Eredményei

### Bajnoki múlt
A Constel·lació Esportiva helyezései az andorrai labdarúgó-bajnokság élvonalában.
| Idény   | Helyezés |
| ------- | -------- |
| 1998–99 | 5. hely  |
| 1999–00 | bajnok   |

### Nemzetközi

#### Összesítve
| Kupa      | M | GY | D | V | LG–KG |
| --------- | - | -- | - | - | ----- |
| UEFA-kupa | 2 | 0  | 0 | 2 | 0–16  |
| Összesen  | 2 | 0  | 0 | 2 | 0–16  |

#### Szezonális bontásban
| Idény     | Kupa      | Forduló      | Klub           | 1. mérk. | 2. mérk. | Össz. |
| --------- | --------- | ------------ | -------------- | -------- | -------- | ----- |
| 1999–2000 | UEFA-kupa | Selejtezőkör | Rayo Vallecano | 0–10     | 0–6      | 0–16  |

Megjegyzés: Az eredmények minden esetben a Constel·lació Esportiva szempontjából értendők, a dőlten írt mérkőzéseket hazai pályán játszotta.